# Sili Bank
Die Sili Bank (koreanisch 실리은행, chinesisch 實利銀行, Pinyin Shílì Yínháng, dt.: Bank des Wahren Gewinns, auch: Korea 626 Shenyang Co, 朝鮮626技術服務所瀋陽辦事處) ist eine Firma aus Nordkorea. Die Firma bietet in begrenztem Umfang E-mail-Dienstleistungen in China und Nordkorea an, indem bestimmte Server mit dem System Windows Server 2003 in beiden Ländern unterhalten werden. Die Firma wurde offiziell am 12. September 2001 gegründet und bietet trotz der Bezeichnung als Finanzinstitut keine Finanzdienstleistungen an. Das Hauptquartier der Firma ist das Chilbosan Hotel (chinesisch 七宝山饭店, Pinyin Qibaoshan fàndiàn) in Nordkorea.

## Dienstleistungen
Seit dem 8. Oktober 2001 begann die Firma als Webmail-Provider einen begrenzten Mail-Service von und nach Nordkorea. zusammen mit Chesin.com, Star-co.net.kp scheint Sili Bank einer von nur drei E-mail-Gateways in die „Demokratische Volksrepublik Korea“. Ursprünglich war der Dienst auf Handelsfirmen oder Regierungsagenturen beschränkt. Im Mai 2003 betrug die Gebühr für die Versendung einer E-mail nach Nordkorea aus dem Ausland 0,1 Euro pro Kilobyte bei Dateien bis 40 kB und 0,02 Euro für jedes zusätzliche Kilobyte.
Kunden müssen sich bei der Sili Bank über einen Webmaster vorher anmelden und für eine Mindestlaufzeit von drei Monaten im Voraus bezahlen. Sili Bank erlaubt nur E-mail-Verkehr zwischen registrierten Benutzern.